# Ciutat Vella de Bakú
La Ciutat Vella de Bakú (en àzeri: İçəri Şəhər) és el nucli històric d'aquesta ciutat, capital de l'Azerbaidjan. Al desembre del 2000, la Ciutat Vella de Bakú, amb el Palau dels Xirvanxàs i la Torre de la Donzella, esdevingueren la primera ubicació d'Azerbaidjan classificada com a Patrimoni de la Humanitat per la Unesco.
El centre de Bakú és la ciutat vella, una antiga fortalesa. Encara se'n conserven moltes muralles i torres, que van ser fortificades després de la conquesta russa del 1806. Aquesta part és molt pintoresca, amb un laberint de carrerons estrets i empedrats i edificis vells. Entre aquests, destaquen el Palau dels Xirvansàs o Şirvanşahlar Sarayı (segles XV-XVI), dos serralls de caravanes (antics hostatges), la Torre de la Donzella o Gız Galası (del segle XI), amb una vista magnífica sobre el port, els banys perses i la mesquita aljama del divendres (on era el Museu de la Catifa i les Arts Aplicades, i ara novament mesquita). La ciutat vella també té moltes mesquites menudes, moltes sense acabar, que mostren detalls particulars.

## Història
La Ciutat Vella, inclosa la Torre de la Donzella, data si més no del segle XII, i alguns investigadors sostenen que la construcció data del segle VII.
D'aquest període medieval de Bakú, resten alguns monuments, com ara el Minaret de Gal·la Synyg (segle XI), les muralles i torres de la fortalesa (s. XI-XII), la Torre de la Donzella, el Caravanserrall Multani, la casa de banys Hajji Gayyib (s. XV), el Palau dels Xirvanxàs (s. XV-XVI), el Caravanserrall Bukhara i la casa de banys Gasimbey (segle XVI).
El 1806, quan Bakú fou envaïda per l'Imperi Rus durant la Guerra russopersa (1804-1813), hi havia 500 llars i 707 botigues, i una població de 7.000 habitants a la Ciutat Vella (aleshores l'únic barri de Bakú), amb gairebé tots els tats (grups) ètnics. Entre el 1807 i el 1811, es repararen les muralles de la ciutat i s'ampliaren les fortificacions. La ciutat tenia dues portes: la de Salyan i la de Shemakha, i estava protegida per dotzenes de canons col·locats a les parets. El port es va tornar a obrir per al comerç i el 1809 n'hi havia una oficina de duana.
En aquest període Bakú començà a estendre's més enllà de les muralles, i en sorgiren nous barris. Així, s'empraven els termes ciutat interior i ciutat exterior. L'actor de Bakú Huseyngulu Sarabski va escriure en les seues memòries:
| « | Bakú es va dividir en dues seccions: Ichari Shahar i Bayir Shahar. El centro de la ciutat n'era la part principal. Els que hi vivien eren considerats nadius de Bakú. Eren a prop de tot: el basar, els tallers d'artesans i les mesquites. Fins i tot hi havia una església i un quarter militar construït durant la invasió russa. Els residents de dins dels murs es consideraven superiors als de fora i sovint s'hi referien com "les persones descalces de la ciutat exterior". | » |

Amb l'arribada dels russos, l'aspecte arquitectònic tradicional de la Ciutat Vella canvià. Molts edificis europeus s'alçaren al segle XIX i començaments del XX, en estils com el neobarroc i neogòtic.
El 1865, una part de les muralles de la ciutat amb vista a la mar fou enderrocada, i les pedres es van vendre i usar en la construcció de la ciutat exterior. Els diners obtinguts d'aquesta venda (44.000 rubles) es destinaren al bulevard de Bakú. El 1867, les primeres fonts de Bakú es posaren al bulevard. En aquest període se n'obriren dues portes més, una n'és la famosa Porta de Taghiyev (1877).
L'església referida per Huseyngulu Sarabski era l'església Armènia de la Santíssima Verge, construïda sota domini persa entre el 1797 i el 1799 a l'ombra de la Torre de la Donzella, desapareguda des del 1984 i enderrocada al 1992.

## Galeria d'imatges

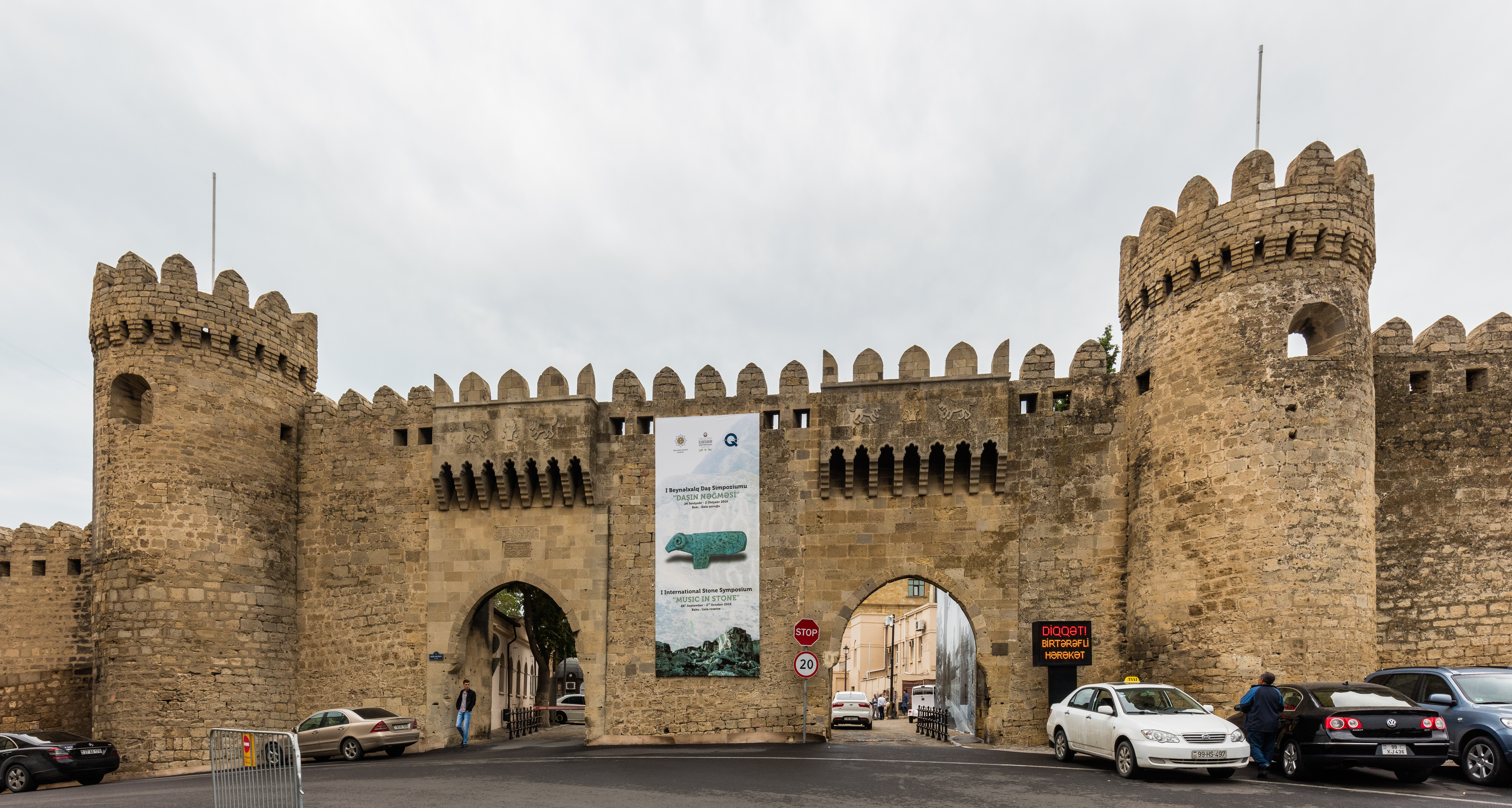
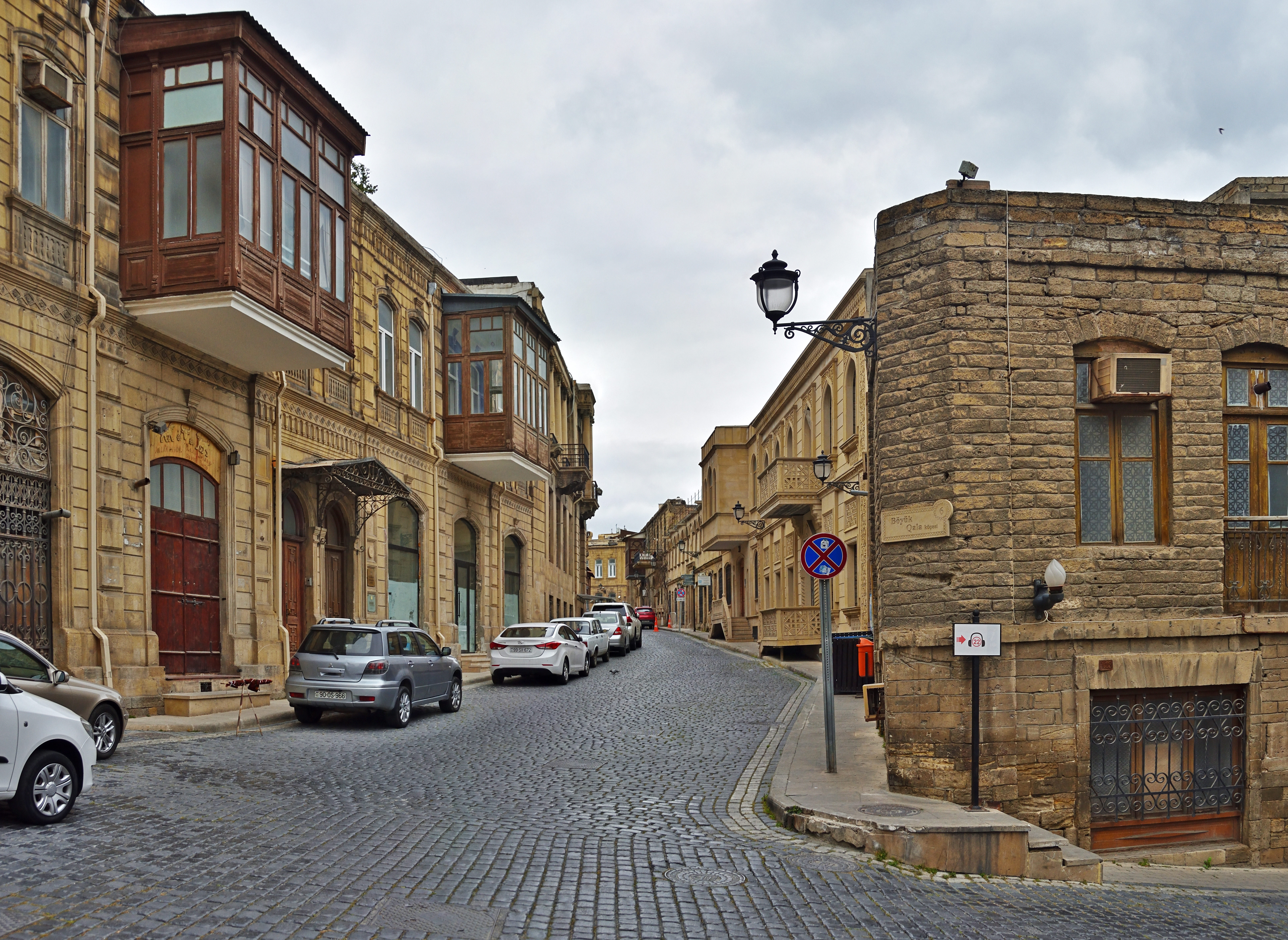
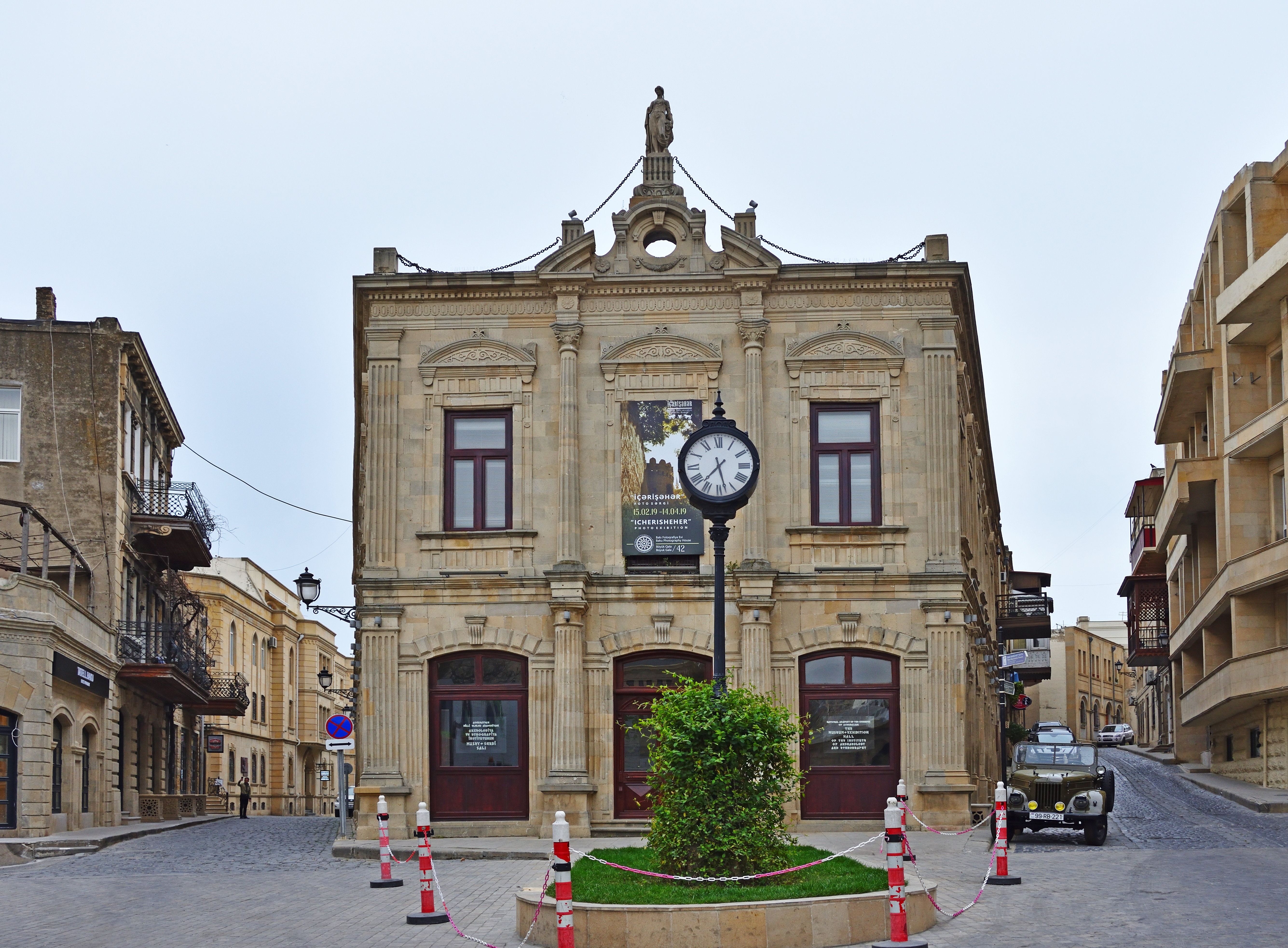
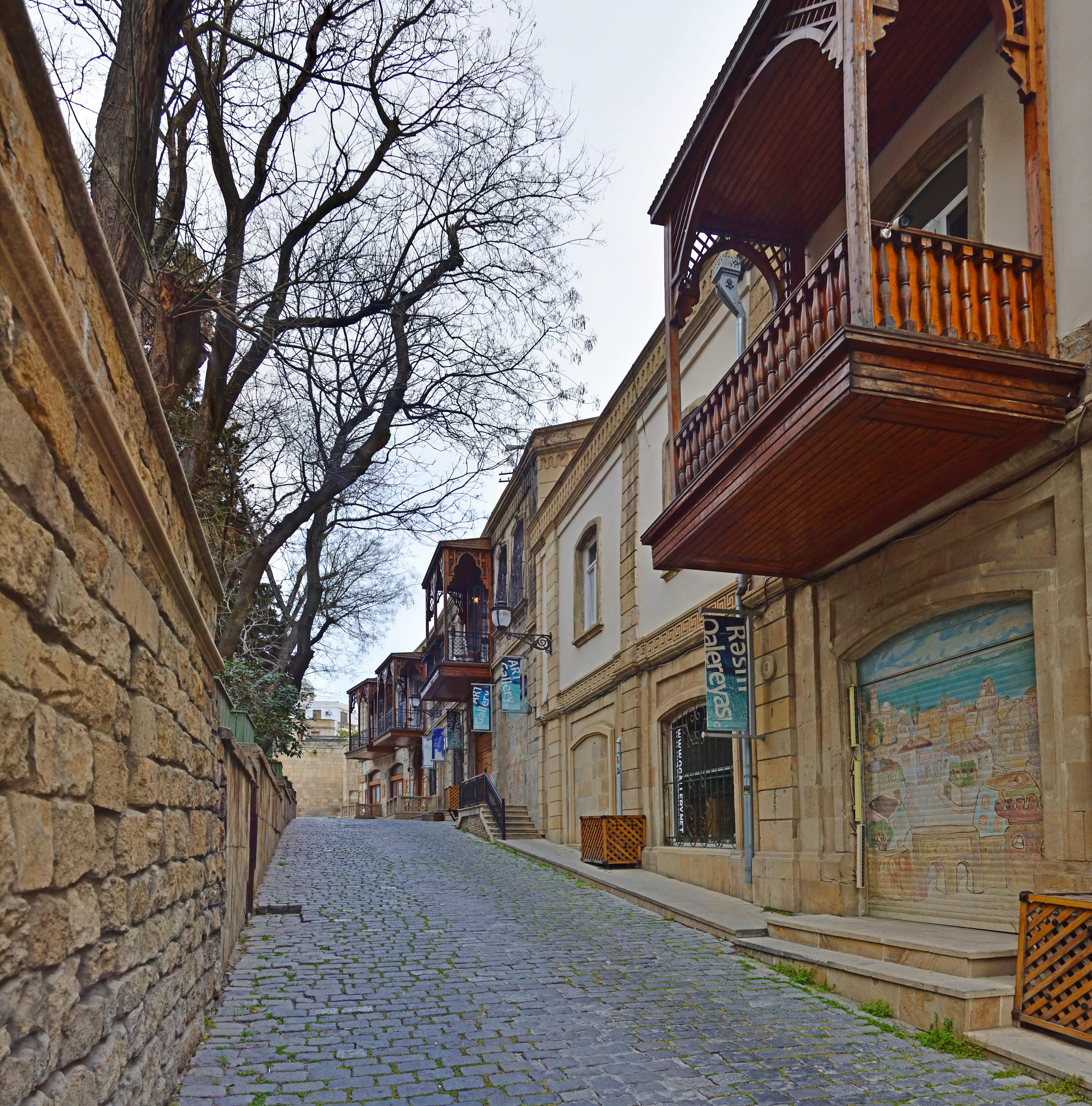
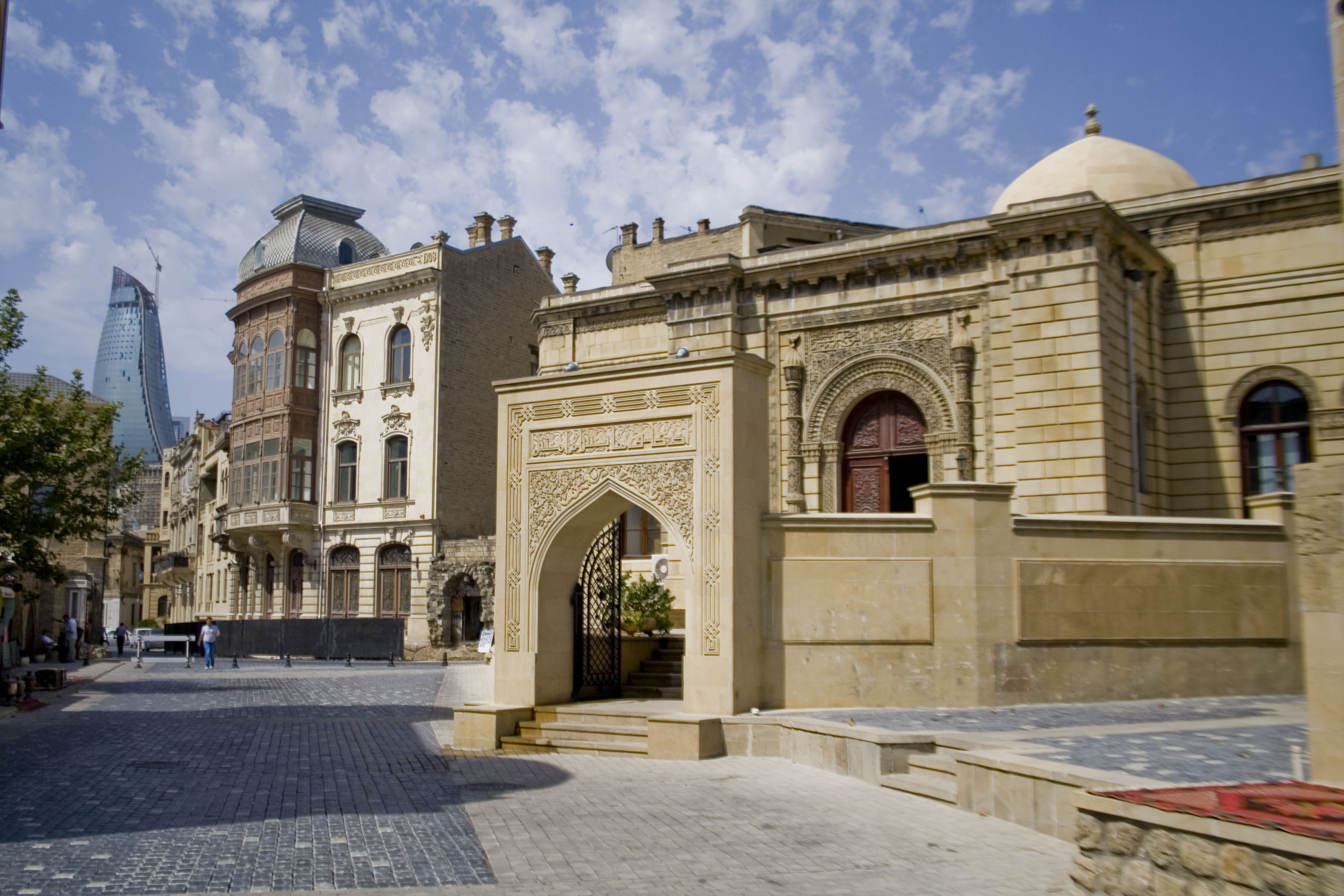
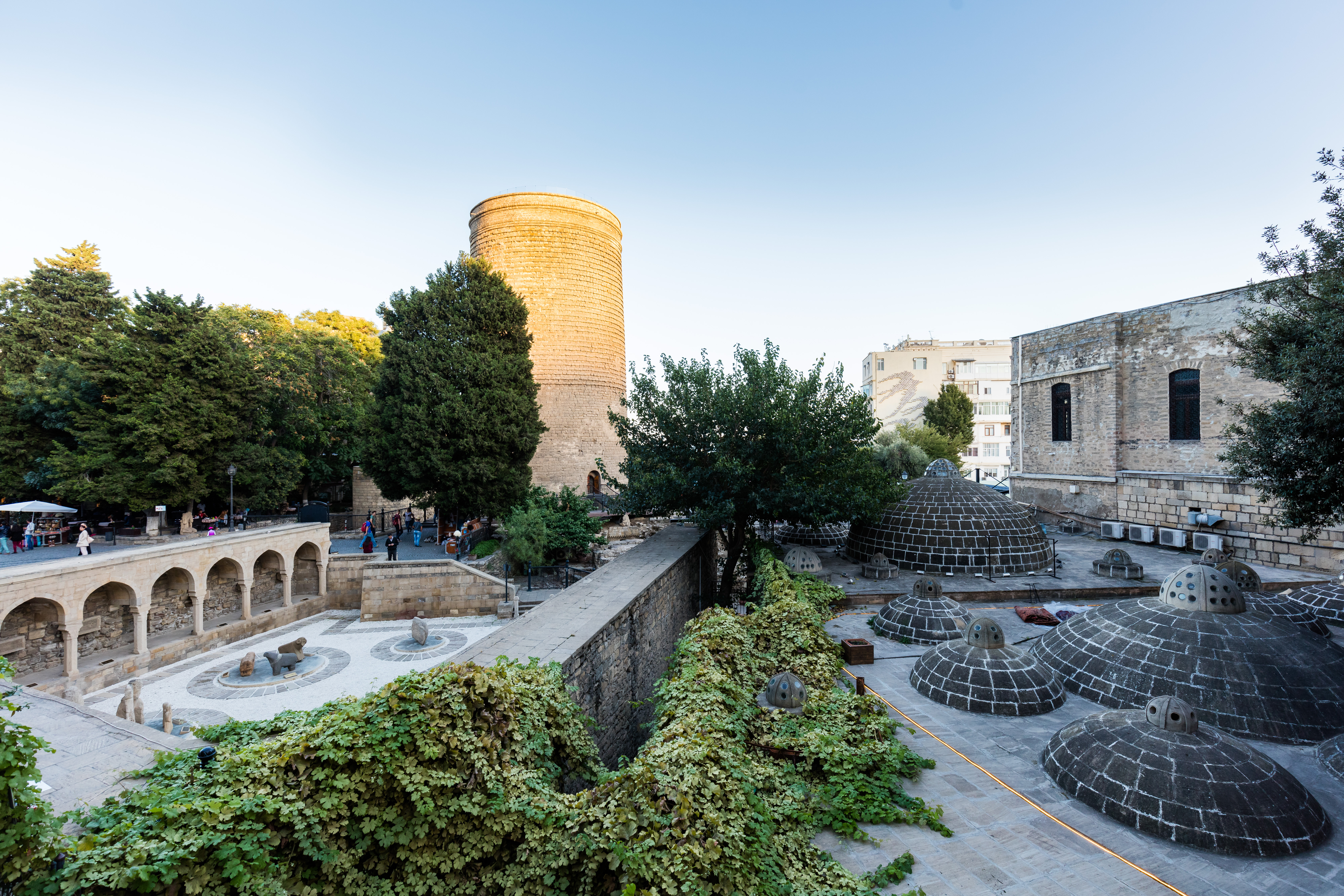
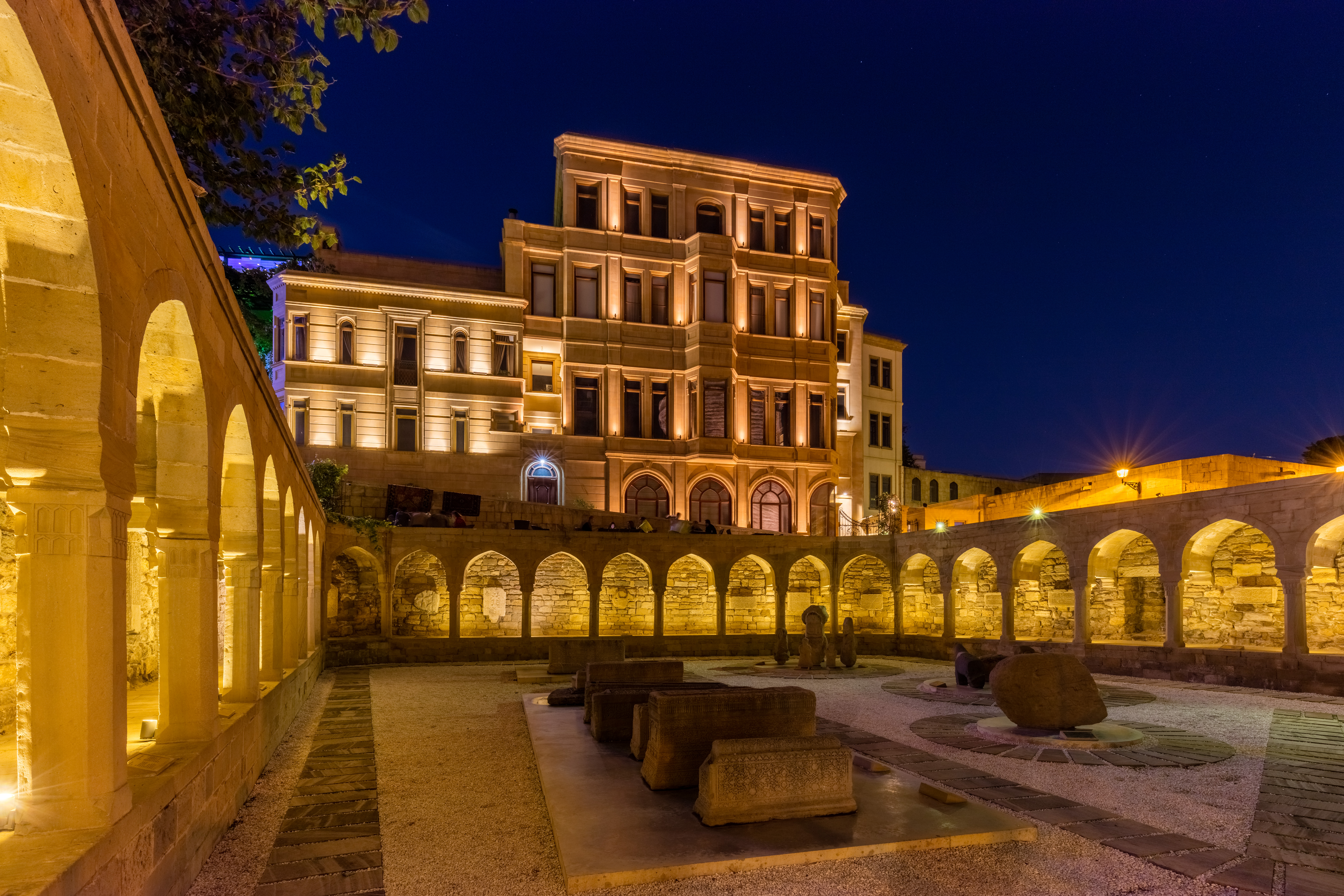
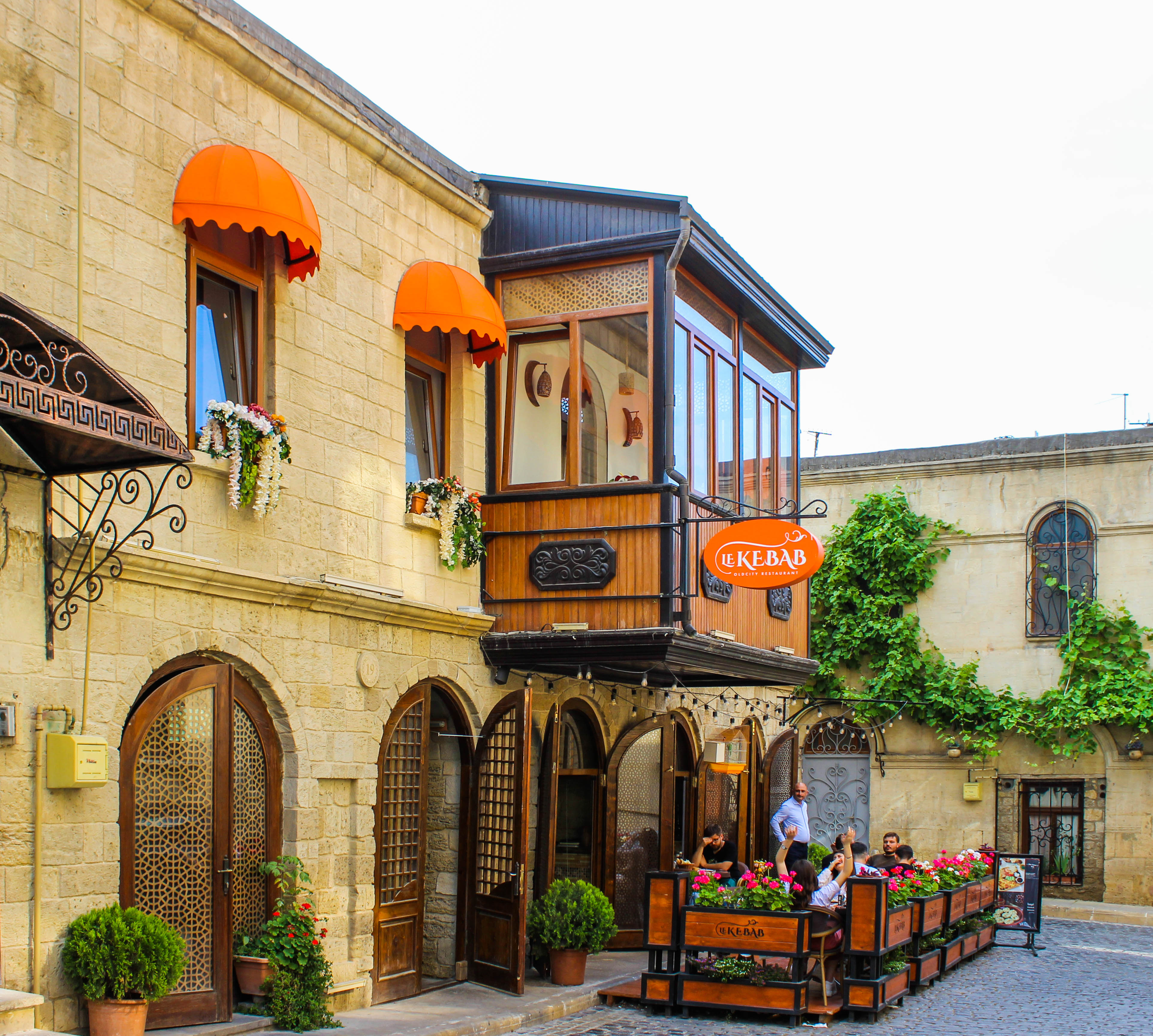
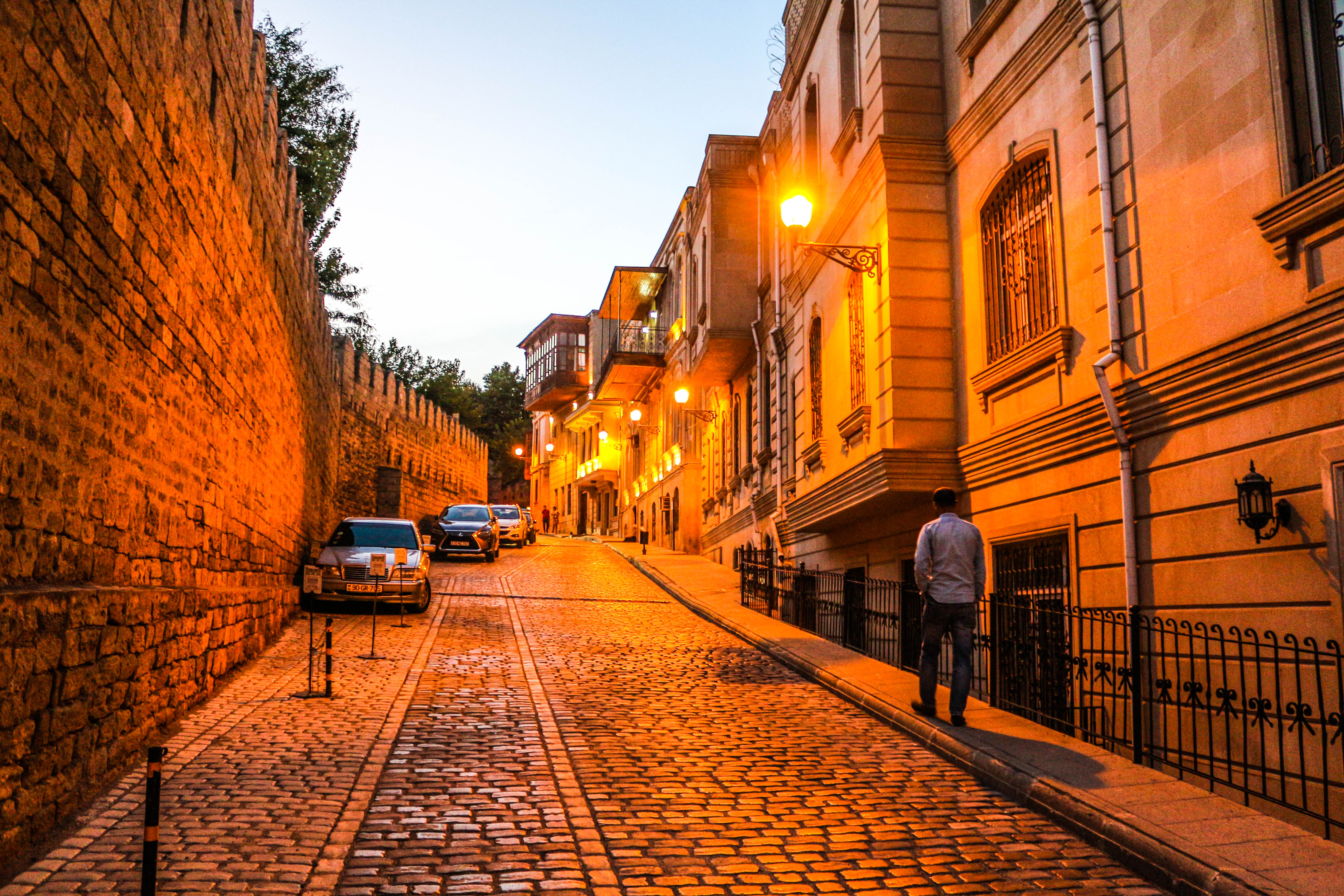
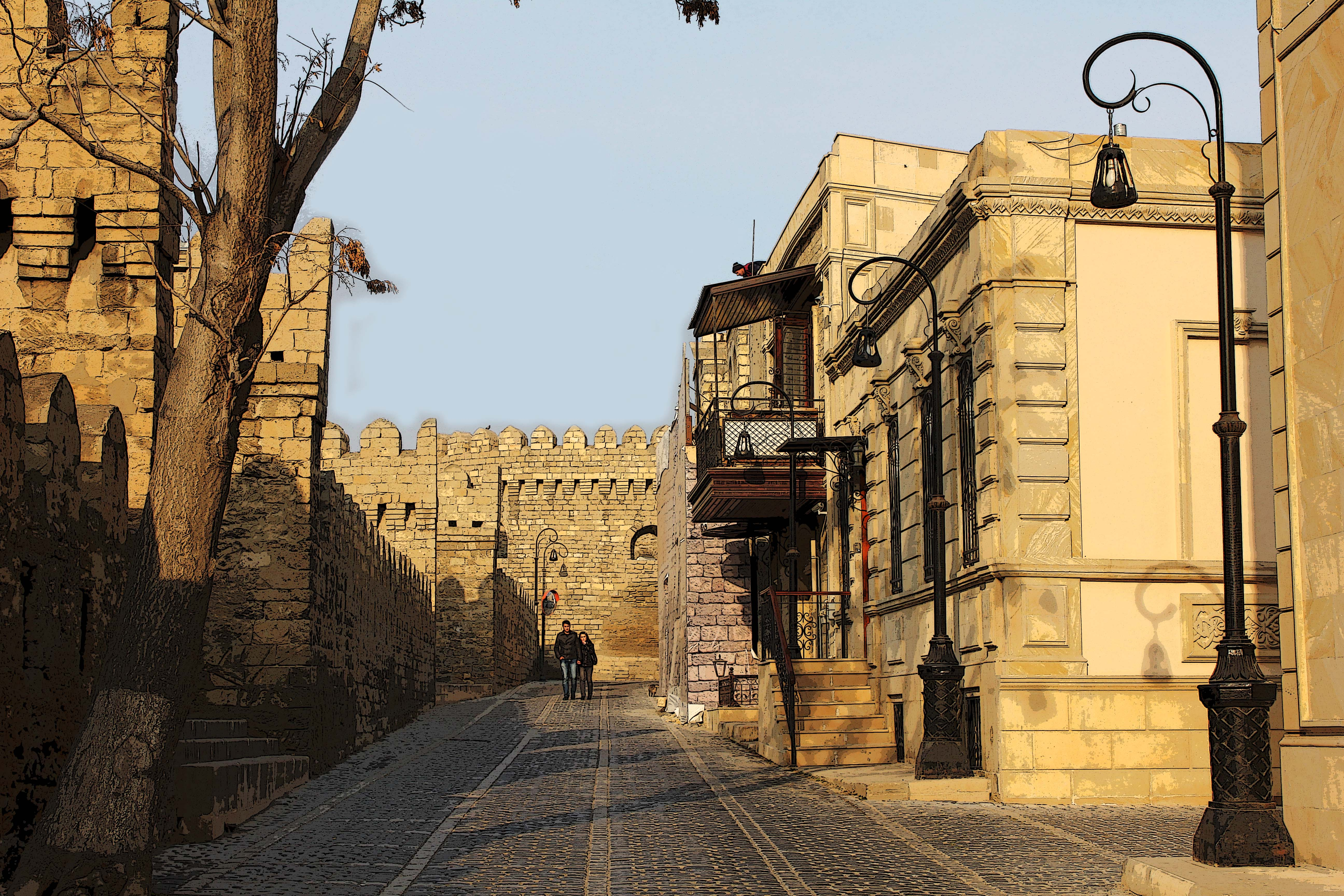
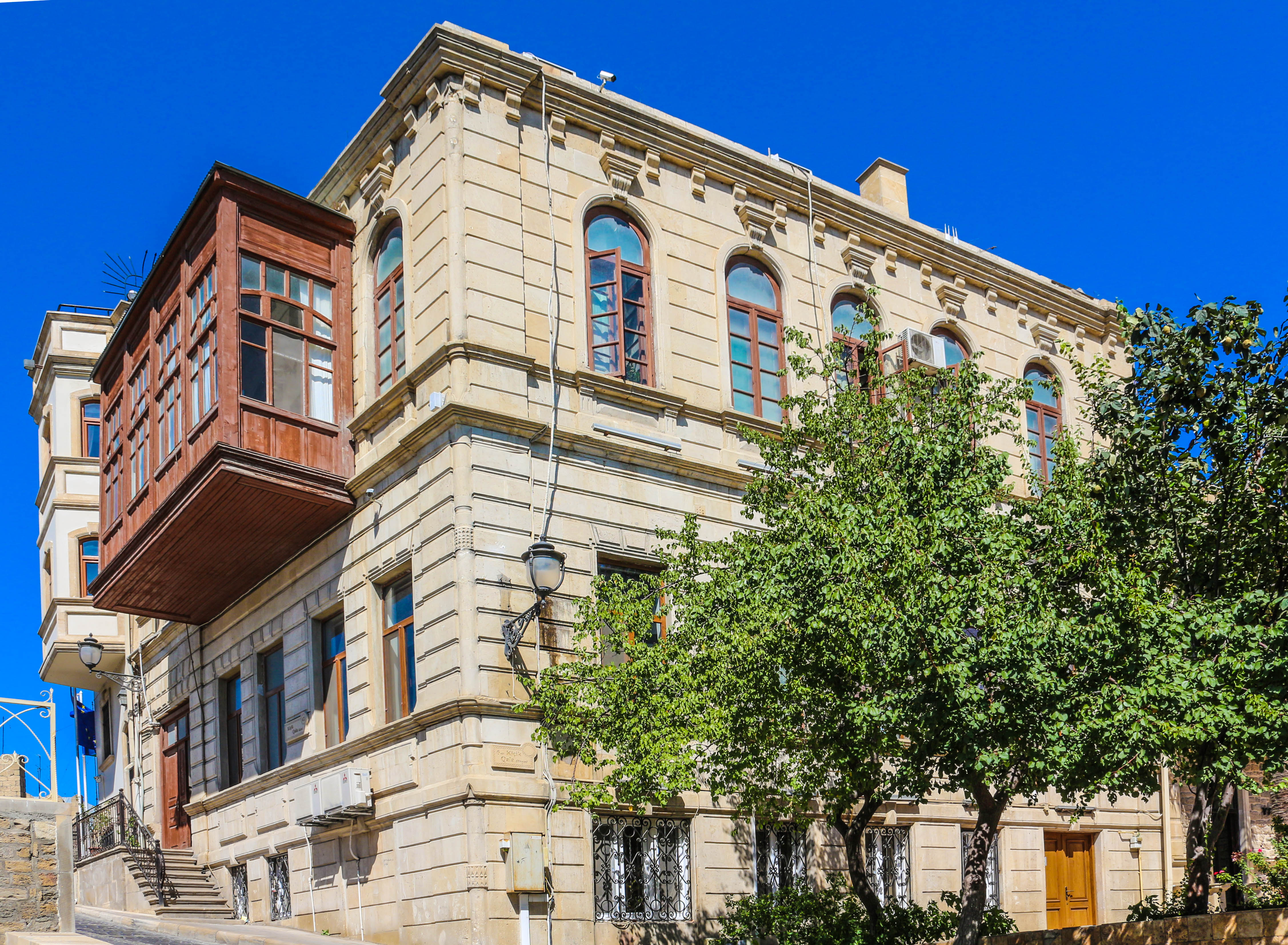
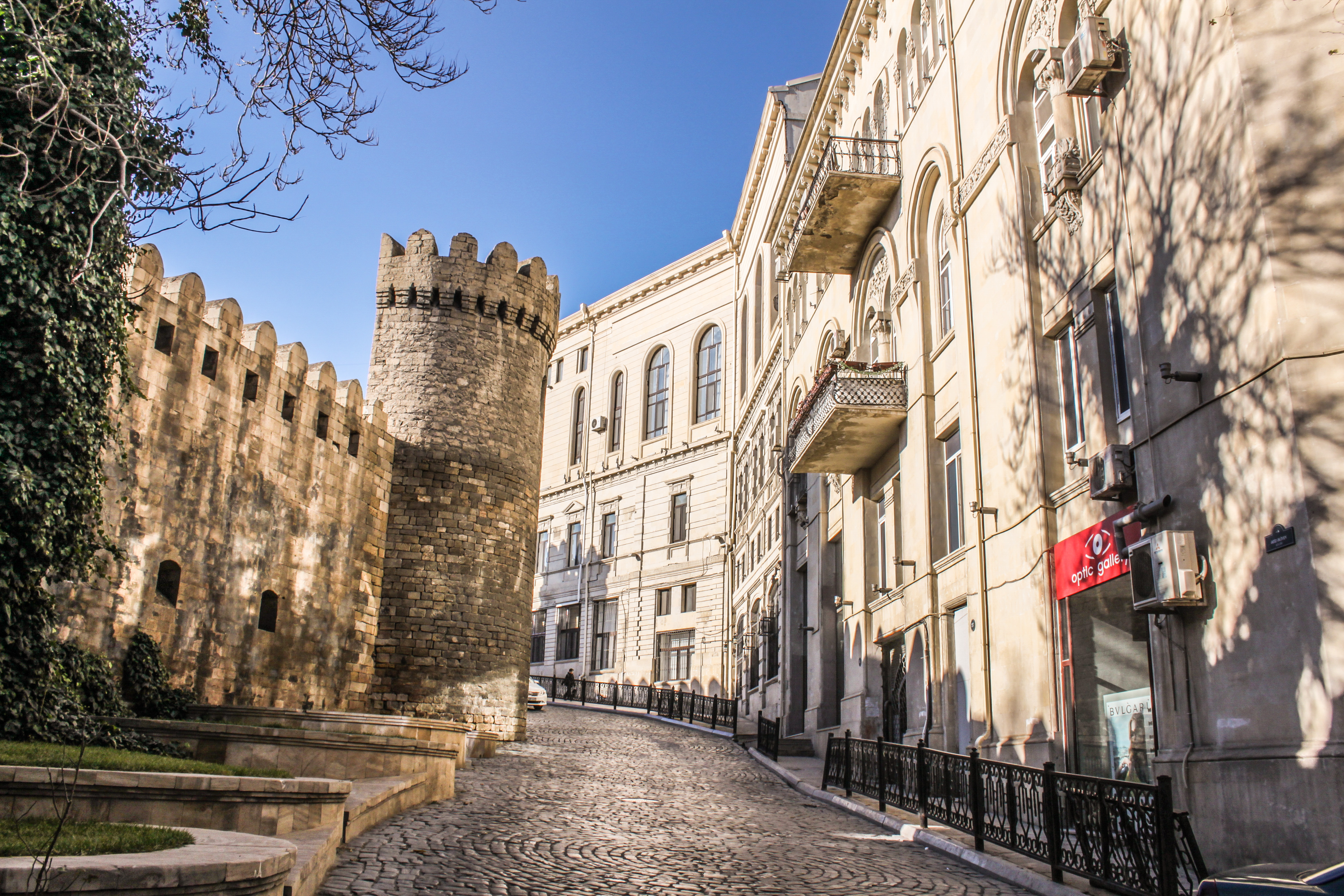